# Marin Petrache Pechea
Marin Petrache Pechea (n. 25 noiembrie 1944, București, România - d. 9 octombrie 2016, București, România) a fost  un cântăreț român de jazz și saxofonist, de etnie romă. Tatăl său, Petrică Argintaru, era rom argintar, iar mama sa era evreică.
A absolvit Conservatorului din Iași, secția clarinet, dar s-a dedicat saxofonului.
În anul 1986 a cerut azil politic în Danemarca. În România a fost condamnat de regimul comunist, în absență, la șapte ani de închisoare.
S-a întors în țară în anul 1991, participă la Festivalul Internațional București 92 și obține Marele Premiu cu piesa „Dacă pleci” interpretată în limba română de Loredana Groza.
A făcut parte din formația Cromatic Band și deținea o casă de discuri, precum și un restaurant care-i purta numele, aflat în Centrul Vechi, lângă Banca Națională. A decedat pe data de 9 octombrie 2016, după ce s-a luptat câteva luni cu cancerul.

## Familia
Părinții lui Pechea au fost deportați în Transnistria. Au reușit să scape și, în 1944, s-au întors în țară.  